# Klubist
Als Klubisten (oder auch Clubisten) werden die Mitglieder der außerhalb Frankreichs im Zuge der Französischen Revolution des 18. Jahrhunderts gegründeten Jakobiner-Klubs bezeichnet.

## Die „Mainzer Klubisten“
In Deutschland bezeichnet Klubisten insbesondere die Mitglieder des am 23. Oktober 1792 gegründeten Mainzer Jakobinerklubs „Freunde der Freiheit und Gleichheit“, die als Initiatoren der Mainzer Republik von 1793 gelten.
Nach dem Ende der kurzlebigen Republik und der Besetzung von Mainz durch preußische und österreichische Truppen setzte eine Verfolgung ein, bei der viele Klubisten Opfer von Misshandlungen wurden, bevor sie von den Besatzungstruppen verhaftet wurden:

„Nach dem Abzuge der Franzosen waren die Einwohner den ganzen Tag beschäftigt, die Klubisten aus den Winkeln hervorzuziehen und in Arrest zu bringen; alle Augenblicke sah man einen mit Kopfwunden bedeckt, mit zerbrochener Nase, zerkratztem Gesicht, zerrissenen Haaren, mehr tot als lebendig durch die Straßen schleppen und wenn dem armen Schächer auch auf einen Augenblick Ruhe gelassen wurde, riß sich ein und der andere aus der Menge und ließ aufs neue seine Wut aus.“

Auch Goethe war im eroberten Mainz Zeuge der an den Klubisten vor allem am 24. und 25. Juli geübten Lynchjustiz geworden. Er schreibt über einen an einer Straßenkontrolle entdeckten „Erzklubisten“:

„Ihn aber schleppt man auf den nächsten Acker, zerstößt und zerprügelt ihn fürchterlich; alle Glieder seines Leibes sind zerschlagen, sein Gesicht unkenntlich. Eine Wache nimmt sich endlich seiner an, man bringt ihn in ein Bauernhaus, wo er auf Stroh liegend zwar vor Tätlichkeiten seiner Stadtfeinde, aber nicht vor Schimpf, Schadenfreude und Schmähen geschützt war.“

„Die Klubisten waren in der Kapitulation übergangen […] sie wurden aus der abziehenden Kolonne herausgenommen, ohne daß sich die Franzosen widersetzten. Das Volk fing an, sich derer zu bemächtigen. […] daß die Gefangennahme von unten herauf wirkte, deucht mich gut. Das Unheil, das diese Menschen angerichtet haben, ist groß. Daß sie nun von den Franzosen verlassen, ist recht der Welt Lauf […]“

Grund der im Wesentlichen von vertriebenen und zurückgekehrten Mainzern ausgehenden Aggressionen waren die vom Mainzer Konvent mit Klubisten an der Spitze vom 25. bis 29. März dekretierten vieltausendfachen Enteignungen mit Deportation aus der Stadt innerhalb von 24 Stunden. Lediglich ein  Armbündel war erlaubt, Geld und Wertsachen blieben zurück, wurden konfisziert. Existenzen und Familien wurden zerstört.
Viele von den tatsächlichen und vermeintlichen Mainzer Klubisten wurden auf der Festung Königstein gefangen gehalten. Die ebenfalls dort eingekerkerte Caroline Böhmer, Familienangehörige eines der führenden Klubisten und irrigerweise als dessen Ehefrau angesehen, schreibt über die Zustände:

„Sie sprechen von Formalitäten, sie sezen Anklage, Vertheidigung, Untersuchung voraus – wo fand dergleichen Statt? Räuberformalitäten übt man an uns – und sie tun nicht wohl im deutschen Eifer einer Nation ausschließlich das Räuberhandwerk zuzueignen. Mir müßten sie es wenigstens nicht sagen, die ich 160 Gefangene sah, welche durch deutsche Hände gingen, geplündert, bis auf den Tod geprügelt worden waren, und ohngeachtet die wenigsten von ihnen den Franken [d. h. den Franzosen] wirklich angehangen hatten, jetzt der deutschen Großmuth fluchen mussten. Königstein bildet eifrige Freyheitssöhne – alles, was sich von Kraft in diesen Armen regt, lehnt sich gegen dies Verfahren auf.“

Carolin Böhmer wurde bereits am 5. Juli 1793 auf Anordnung des preußischen Königs auf freien Fuß gesetzt.
Solange das Recht des Kurstaates weiter galt, hatten die Klubisten vielfach dagegen verstoßen. Nach der bereits seinerzeit geltenden Offizialmaxime mussten die Strafverfolgungsbehörden deshalb von sich aus tätig werden. Allerdings hatte die kurfürstliche Verwaltung gefordert, dass bei den Klubisten eine zurückhaltende Beurteilung vorzunehmen sei. Dokumente und gesammelte Daten müssten Vorwürfe beweisen. Am 25. Juli waren zwischen Landau und Bingen 62 Klubisten arretiert.
Die in den Festungen Königstein und Ehrenbreitstein bei Koblenz einsitzenden Klubisten ließ man 1795 im Rahmen einer mit Frankreich vereinbarten gegenseitigen Freilassung von Gefangenen frei. Die meisten schlossen sich der französischen Armee an oder übten in besetzten deutschen Gebieten zivile Funktionen aus. Ehemals führende Klubisten wie Metternich und Wedekind etablierten sich auf Dauer in Fürstentümern. Letzterer wurde 1809 geadelt und schrieb Werke über Bedeutung bzw. Vorzüge des Adels.